# Ignacy Rosenblüth
Ignacy Rosenblüth, po wojnie Ignacy Różański (ur. 24 września 1904, zm. 19 marca 1984 w Hajfie) – polski prawnik narodowości żydowskiej, posiadający stopień naukowy doktora, sędzia, autor licznych publikacji prawniczych z zakresu prawa cywilnego, postępowania cywilnego i prawa pracy głównie za czasów II Rzeczypospolitej.

## Życiorys
Urodził się 24 września 1904. Był sędzią Sądu Grodzkiego w Krakowie, a następnie sędzią sądu okręgowego w krakowskim okręgu apelacyjnym. Posiadał stopień naukowy doktora. Po wojnie zmienił nazwisko na Różański. Był autorem licznych publikacji prawniczych dotyczących prawa wekslowego i czekowego, postępowania egzekucyjnego, prawa rodzinnego, czy prawa pracy, oraz redaktorem serii publikacji prawniczych o tytule „Bibljoteka Wzorów Prawniczych”. Publikował w „Głosie Adwokatów”, „Przeglądzie Sądowym” oraz w „Palestrze”. Był redaktorem przeglądu orzecznictwa „Systematyczny Przegląd Orzecznictwa”.
Zmarł 19 marca 1984 w Hajfie.

## Wybrane publikacje
- Prawo wekslowe i czekowe. Komentarz, t. 1 i 2, Księgarnia Powszechna, Kraków 1936 (po śmierci reedycja w 1994)[21].
- Kodeks zobowiązań. Komentarz (współautor z Janem Korzonkiem), Księgarnia Powszechna, Kraków 1934 (drugie wydanie 1937)[22].
- Podręcznik Prawa Wekslowego wraz z wzorami weksli, Wydawnictwo Prawnicze, Warszawa 1957 (późniejsze reedycje do 1992)[15].
- Wzory egzekucyjne według Kodeksu Postępowania Cywilnego. Wnioski i pozwy, Księgarnia Powszechna, Kraków 1933[23].
- Wzory pism procesowych : według kodeksu postępowania cywilnego, Księgarnia Powszechna, Kraków 1938[24].
- Układy zbiorowe pracy. Komentarz, Księgarnia Powszechna, Kraków 1937[6].
- Polskie Prawo Pracy. Ustawy, Rozporządzenia, Orzecznictwo - Wyjaśnienia, Księgarnia Powszechna, Kraków 1935[25].
- Prawo małżeńskie : komentarz : wyciągi z motywów Komisji Kodyfikacyjnej, tezy polityczne, wzory (współautor ze Stefanem Grzybowskim), Księgarnia Powszechna, Kraków 1946[26].